# The Darling of Paris

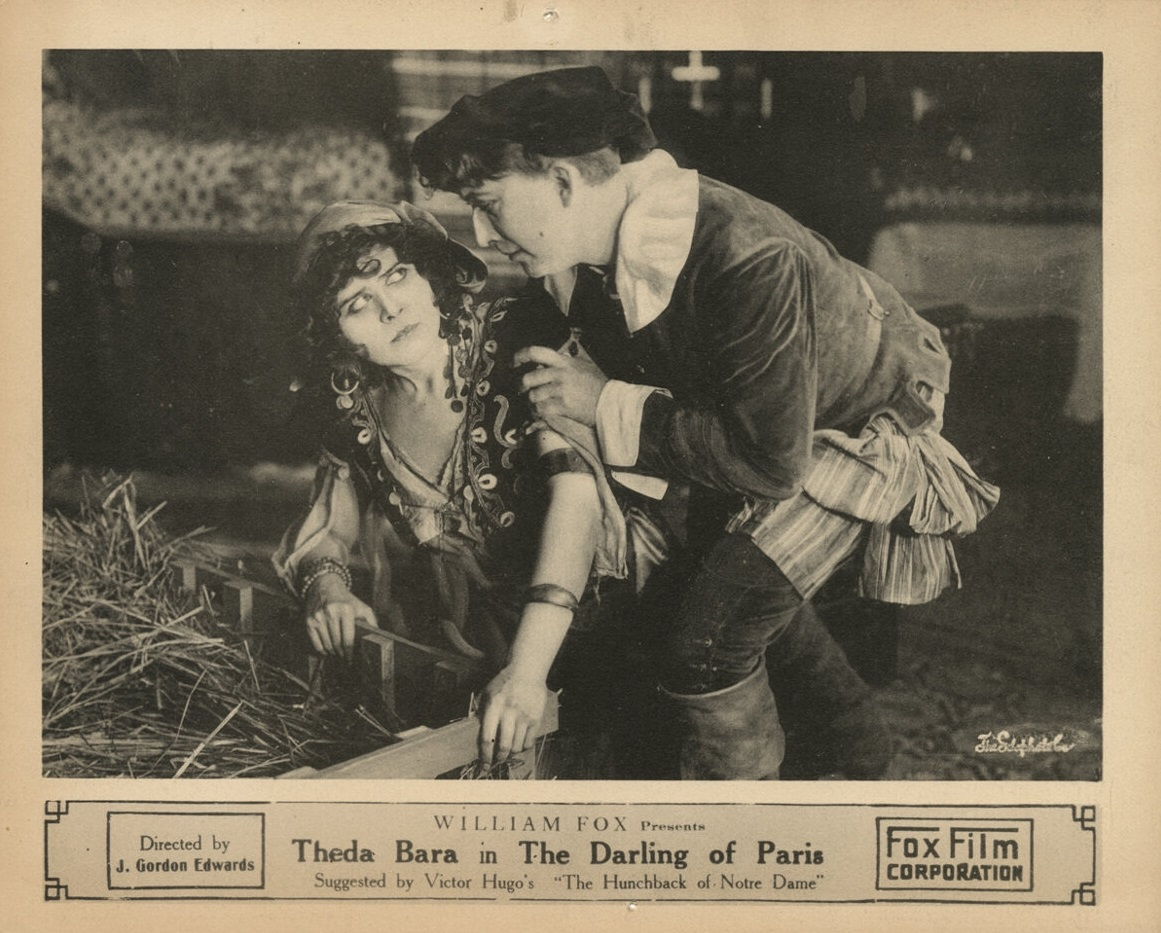
Theda Bara em The Darling of Paris.

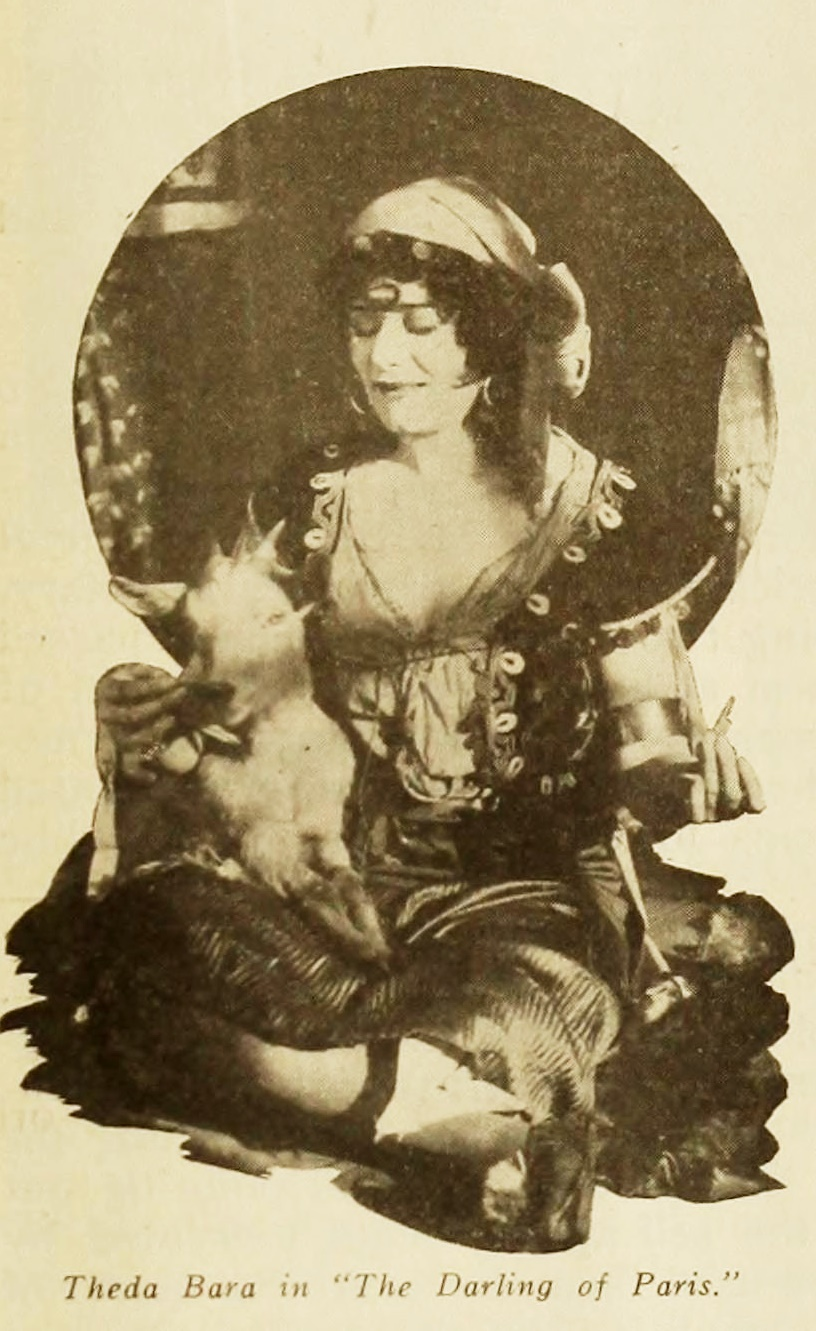
Theda Bara em The Darling of Paris

The Darling of Paris (bra: A Favorita de Paris) é um filme de drama romântico mudo americano de 1917 dirigido por J. Gordon Edwards e estrelado por Theda Bara e Glen White. Foi uma adaptação cinematográfica do romance de 1831 O Corcunda de Notre-Dame de Victor Hugo. Foi produzido por William Fox. The Darling of Paris foi posteriormente reeditado de seis para cinco rolos e relançado pela Fox em 16 de fevereiro de 1919.
The Darling of Paris foi lançado no Brasil com o título A Favorita de Paris em 17 de setembro de 1917.

## Elenco
- Theda Bara como Esmeralda
- Glen White como Quasimodo
- Walter Law como Claude Frollo
- Herbert Heyes como Capitão Phoebus
- Carey Lee como Paquette
- Louis Dean como Pierre Gringoire
- John Webb Dillon como Clopin Trouillefou
- Alice Gale como Gypsy Queen

## No Brasil

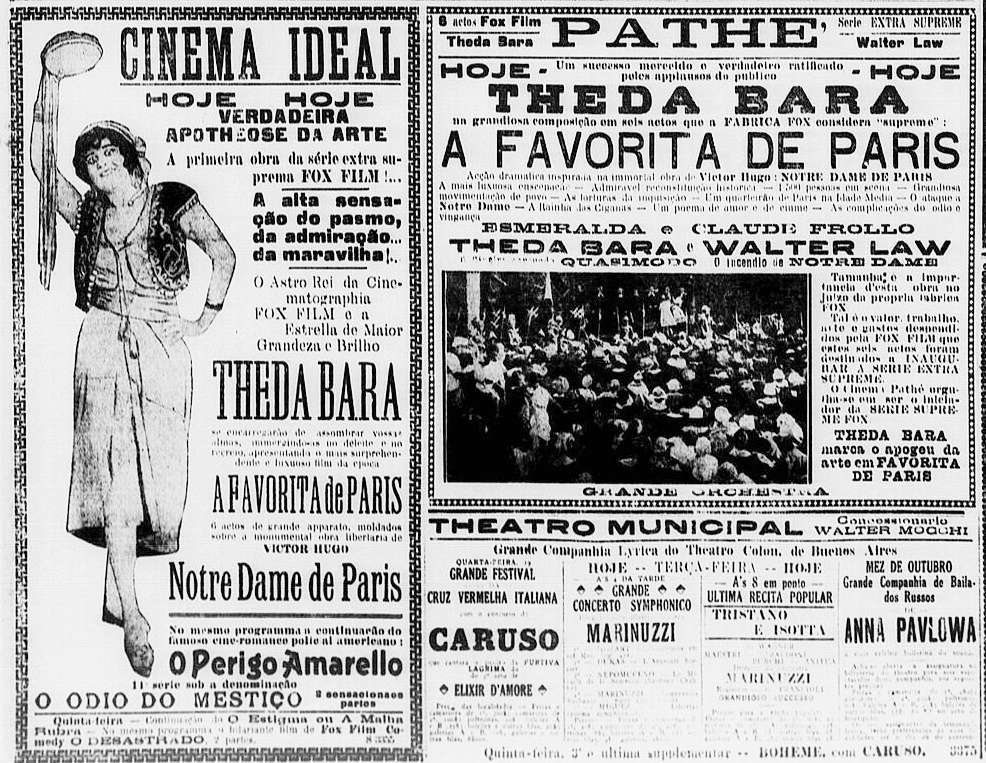
O filme A Favorita de Paris (The Darling of Paris) na revista Correio da Manhã (RJ) no Brasil.

O lançamento no Brasil foi feito com o título A Favorita de Paris em 17 de setembro de 1917 nos Cinemas Ideal e Pathé, ambos da Rua da Carioca 60-62, Rio de Janeiro. Também estreou no Cine Haddock Lobo em 30 de setembro de 1917.O Cinema Haddock Lobo ficava situado perto do Largo da Segunda-Feira, numa rua com vários teatros. O Cine Ideal pertenceu ao grupo Severiano Ribeiro, que ainda guarda no seu armazém antigos filmes mudos. Por mais de um mês, arrecadou uma grande bilheteria e foi um sucesso de público e aclamação da crítica na sociedade carioca.

## Status de preservação
O filme atualmente é considerado perdido.